# Государственная безопасность
Госуда́рственная безопа́сность — уровень защищённости государства от внешних и внутренних угроз. Обеспече́ние госуда́рственной безопа́сности или охра́на госуда́рственной безопа́сности — комплекс политических, экономических, социальных, военных и правовых мероприятий по защите существующего государственного и общественного строя, территориальной неприкосновенности и независимости государства от подрывной деятельности разведывательных и иных специальных служб иностранных государств, а также от противников существующего строя внутри страны.
Государственная безопасность — составляющая национальной безопасности, характеризует степень защищённости от внутренних и внешних опасностей на основе изучения политических, экономических, социальных, военных и правовых процессов с целью предупреждения и устранения антигосударственных и подрывных кампаний разведывательных и иных спецслужб агрессивно настроенных государств, а также противников внутреннего строя.
Отождествление государственной безопасности с национальной безопасностью неверно, так как первое является понятием менее широким.

## Органы, обеспечивающие государственную безопасность
- спецслужбы,
- армия,
- правоохранительные органы.